# Daffy And
Daffy And (engelsk Daffy Duck) er en fiktionel animeret figur i Warner Brothers' tegneserier Looney Tunes og Merrie Melodies. Daffy var den første af et nyt kuld "Screwball"-figurer, som blev til i 1930'erne, og som blev mere populære end mere traditionelle karakterer såsom Mickey Mouse i 1940'erne. Daffy er en and, som afskyr Snurre Snup og er en af de mest populære tegnefilmsfigurer i verden. Daffy And taler meget ligesom Anders And men har en speciel læspende og spyttende udtale.
Daffy er en af de sværest definérbare tegnefilmsfigurer. Stort set alle Warner Bros. animatorer har sat sit eget personlige præg på anden. Bob Clampett og Chuck Jones lavede hver især to vidt forskellige versioner af figuren.
Den danske stemme bag Daffy And er Henrik Koefoed.

## Historie
Daffys første film er fra 17. april 1937 og hedder Porky's Duck Hunt, instrueret af Tex Avery og animeret af Bob Clampett. Tegnefilmen er en standard jæger/jaget-type, som studiet er berømt for, men Daffy repræsenterede noget nyt for biografgængerne: en assertiv stridslysten protagonist, komplet ukontrollérbar.
Denne tidlige Daffy er ikke et kønt syn; han er lille og fed med korte ben. Hans stemme (udført af Mel Blanc og skitseret efter Warners producer Leon Schlesinger) er den eneste del som forblev uændret.

### 1960'erne
Efter Warner Bros. animationsstudiet genåbnede i 1960'erne blev Daffy til en ægte skurk i flere Speedy Gonzales-tegnefilm. Nogle fans finder dette den mest kontroversielle version af Daffy, som er åbenlyst ond.

### I dag
Daffy lever videre i en række gæsteoptrædener såsom i Piano-duellen sammen med Anders And i Hvem snørede Roger Rabbit fra 1988. Daffy havde også en større rolle i Space Jam i 1996 og i Looney Tunes: Back in Action i 2003. Samme år blev Daffy castet til en helt ny Duck Dodgers-serie, hvilket nogle kritikere så som genopstandelsen af de grandiose, skøre gamle dage for figuren. 